# بريستوي
بريستوي (بالبلغارية: Престой)‏ قرية تقع إدارياً ضمن تريافنا في بلغاريا. ويبلغ عدد سكانها 40 نسمة حسب تعداد 15 مارس 2015. تعتمد بريستوي للبريد على الرمز البريدي 5350 وللاتصالات على رمز الاتصال الهاتفي المحلي 0677.